# Konradowa
Konradowa – wieś w Polsce położona w województwie opolskim, w powiecie nyskim, w gminie Nysa.